# Carl Johan Thyselius
Carl Johan Thyselius (født 8. juni 1811 i Södermanland, død 11. januar 1891 i Stockholm) var en svensk embedsmand og politiker, der var Sveriges statsminister fra 1883 til 1884.
Han var desuden justitsråd fra 1856 til 1860, ecklesiastikminister fra 1860 til 1863 og civilminister fra 1875 til 1880.